# Estadio José Aguilar y Maya
El Estadio "José Aguilar y Maya" es la sede del equipo de béisbol Tuzos de Guanajuato a partir la temporada 2015-2016 de Liga Invernal Mexicana. Está ubicado en la ciudad de Guanajuato, Guanajuato, México

## Historia
El inmueble fue inaugurado en 1954 como parque de béisbol en la administración del entonces gobernador José Aguilar y Maya, tiene más de 60 años de historia y busca mantenerse como un ícono del deporte guanajuatense.

### Remodelación
La remodelación del estadio se trató de la implementación de:
- Pasto sintético de membrana geotextil
- Mallas alrededor de las tribunas 
- Rehabilitación de la techumbre del estadio
- Las instalaciones eléctricas
- Las luminarias. 
Además de los baños y vestidores. También se habilitó la parte trasera del parque como un estacionamiento exclusivo para el inmueble.
La inversión fue 16 millones 043 pesos y corrió a cargo de Gobierno del Estado, a través de la Dirección de Obra Pública, en coordinación con la administración municipal, con el fin de beneficiar a más de 170 mil habitantes, amantes del llamado Rey de los Deportes.